# Haidinger-Büschel

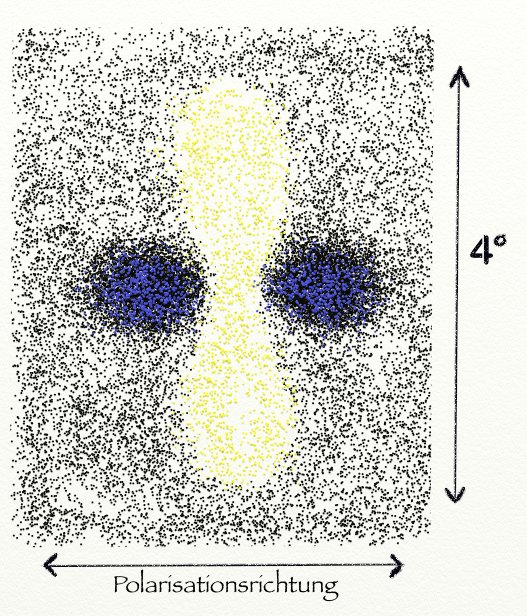
Darstellung des Haidinger-Büschels (Skizze nach Marcel Minnaert)

Im Jahre 1844 hat Wilhelm Ritter von Haidinger in den Annalen der Physik auf eine bis dahin unbeachtete Fähigkeit des menschlichen Auges hingewiesen: Mit Hilfe der Wahrnehmung einer unauffälligen, farbigen Erscheinung – später nach ihm als Haidinger-Büschel benannt – sind die meisten Menschen in der Lage, den Polarisationszustand von sichtbarem Licht in gewissem Maße zu erkennen. Dem geübten Beobachter ist es möglich, sowohl zwischen linear oder zirkular polarisiertem Licht zu unterscheiden, als auch die Polarisationsrichtung zu identifizieren und verschiedene Grade der Polarisation abzuschätzen.
Das Haidinger-Büschel ist ein entoptisches Phänomen, das heißt, es entsteht erst im Auge des Beobachters und kann deshalb auch nicht fotografiert werden.

## Beschreibung des Phänomens
Ein Beobachter schaut für einige Sekunden ruhig verharrend in eine Richtung, aus der linear polarisiertes Licht auf das Auge trifft. Wenn er dann – weiterhin in die Richtung schauend – seinen Kopf zur Seite neigt, erscheint kurzzeitig das so genannte Haidinger-Büschel. Neigt man dann den Kopf abwechselnd nach links und rechts, lässt sich das Phänomen erneut hervorrufen.
Trifft linear polarisiertes Licht mit konstanter Polarisationsrichtung auf das Auge, ist dieses Licht nicht von natürlichem, d. h., nicht polarisierten Licht zu unterscheiden. Ändert sich jedoch die Richtung der Polarisation bezüglich des Auges abrupt und bleibt dann konstant, so erscheint das Polarisationsbüschel für wenige Sekunden, um kurz darauf (einem Nachbild ähnlich) wieder zu verblassen. In dem Fall, dass sich die Polarisationsrichtung kontinuierlich dreht, ist das Haidinger-Büschel auch dauerhaft sichtbar. Es verblasst dann nicht und rotiert im gleichen Drehsinn wie die Polarisation.
Beobachter beschreiben das Haidinger-Büschel als diffuse, gelbliche Form, die in der Mitte eingeschnürt ist und von einer entsprechenden bläulich-violetten Form in der Mitte senkrecht geschnitten wird (ähnlich einem vierblättrigen Kleeblatt). Die Erscheinung ist sehr unauffällig, weshalb für die Beobachtung ein einfarbiger Hintergrund ohne ablenkende Muster empfohlen wird. Die beiden wahrnehmbaren Farben (bläulich-violett und gelb) sind Komplementärfarben. Je nach Beobachtungssituation kann es für ein und denselben Betrachter unterschiedlich sein, ob er den gelben oder den bläulichen Arm des Büschels als durchgängigen Streifen sieht.
Wenn der Beobachter lange genug wartet, bis die Erscheinung verblasst und dann den Blick abwendet zu einer unpolarisierten Quelle, wird kurz ein negatives Nachbild erscheinen, mit dem früheren gelben Arm nun in blau und umgekehrt.
Die Orientierung des blauen Doppelbüschels entspricht der Polarisationsrichtung des auf das Auge treffenden linear polarisierten Lichtes.
Das Haidinger-Büschel umfasst einen Sehwinkel von etwa 3° bis 4°, das heißt, der zu erwartende Durchmesser entspricht in etwa der Breite von zwei aneinander gelegten Fingern, die im Abstand des ausgestreckten Arms betrachtet werden. Maxwell gab einen ersten Hinweis auf die im Auge liegende Ursache der Erscheinung. Ihm erschien „die Fläche, welche von der Polarisationsfigur bedeckt wird … an Grösse dem gefässlosen Hofe des gelben Flecks gleich.“
Um das Büschel wahrnehmen zu können, muss der Polarisationsgrad des einfallenden Lichtes mindestens 60 % betragen und – wie Stokes herausfand – muss notwendigerweise blaues, polarisiertes Licht (Wellenlängen von weniger als 500 nm; auch in weißem Licht enthalten) auf das Auge fallen. Der Effekt erscheint verstärkt in reinem blauen Licht, Gelb ist dann ersetzt durch einen dunkelblauen Sinneseindruck.
Bei rechtsdrehender Zirkularpolarisation sieht der (aufrechte) Beobachter im linken und rechten Auge das gelbe Büschel mit seiner Längsachse von rechts-oben nach links-unten ausgerichtet, im Winkel von ungefähr +45°. Das Bild steht fest bezüglich der Netzhaut und dreht sich nur, wenn der Beobachter seinen Kopf neigt. Bei linksdrehender Polarisation ist der Winkel ca. −45°, so dass die linke und rechte Figur zueinander um 90° gedreht erscheinen. Die Orientierung kann sich zwischen dem rechten und linken Auge etwas unterscheiden.

## Entstehung des Haidinger-Büschels

Abbildung zur Erklärung des Polarisationsbüschel

Mit den Ergebnissen der bisherigen Forschung können noch nicht alle Aspekte der Erscheinung erklärt werden. Physiologen sehen die Ursache des Phänomens meist in der radialen Anordnung der von der Sehgrube (Fovea centralis) auseinanderlaufenden Nervenfasern in Kombination mit der Pigmentierung (Xanthophylle) im gelben Fleck (Makula). Diese Kombination wirkt wie ein radial-symmetrischer Polarisationsfilter, d. h. je nach Polarisationsrichtung des auf die Fovea einfallenden Lichtes werden auf ihr nur bestimmte Bereiche angeregt und bewirken so einen für den Menschen wahrnehmbaren Effekt.
Xanthophyll-Moleküle haben auf Grund ihrer stabförmigen Struktur ein stark anisotropes Verhalten und sind somit für die Polarisation des Lichtes empfindlich. Eine auf ein Molekül treffende elektromagnetische Welle kann sowohl elektrische Zustände als auch Schwingungszustände in diesem Molekül anregen und zwar besonders stark, wenn die Richtung der elektrischen Feldkomponente der Lichtwelle (Polarisationsrichtung) parallel zur Längsachse des Moleküls ausgerichtet ist.
Die nebenstehende Abbildung zeigt die in konzentrischen Kreisen angeordneten Pigmentmoleküle. Die parallel zur Polarisationsrichtung des einfallenden Lichtes ausgerichteten Xanthophyll-Moleküle (im Kreisausschnitt B) absorbieren das meiste Licht. Im Sektor A ist es genau umgekehrt. Somit entsteht die typische Form des Polarisationsbüschels. In diesem Fall erscheint der Bereich B gelb und A blau (Komplementärfarbe).
Das Bild verblasst dann auf Grund von Ermüdung und der damit verbundenen Entwicklung eines negativen Nachbildes (wegen der entoptischen Natur des Effektes), welches sich exakt über das Original legt. Weil der Effekt schwach ist, waschen sich die beiden Bilder gegenseitig aus, es sei denn, die Polarisation wird plötzlich beseitigt, worauf nur noch das Nachbild sichtbar ist. Wird die Polarisationsebene plötzlich um 90° gedreht oder die Drehrichtung (der zirkularen Polarisation) plötzlich geändert, wird das Nachbild das aufgefrischte Bild verstärken.

## Anwendung in der Augenheilkunde
Das Haidinger-Büschel erscheint immer genau in der Richtung, in welche die Foveola zeigt und wird auch nur von dieser erkannt. Bei exzentrischer Fixation wird demnach das Büschel neben dem Fixierpunkt wahrgenommen. Diese Eigenschaft des Phänomens macht sich die Augenheilkunde bei der Fixationsprüfung und bei pleoptischen Übungsbehandlungen zur Schulung foveolarer Wahrnehmung zu Nutze.
Spezielle augenheilkundliche Geräte, sogenannte Haploskope, können durch rotierende Polarisationsfilter und einen zusätzlichen Kobaltblaufilter das Haidinger-Büschel noch besser erkennbar machen. Es erscheint in diesem Fall als blauer Wirbel oder „Propeller“. Als Erfinder dieser Untersuchungsanordnung gilt der deutsche Augenarzt Curt Cüppers.

## Beobachtungsmöglichkeiten

Haidinger-Büschel, wie es sich beim Schauen auf eine Wasseroberfläche zeigt (Fotomontage mit Darstellung der zu beobachtenden Größe, Farbintensität und Ausrichtung zur Oberfläche)

Viele Menschen haben Schwierigkeiten, das Haidinger-Büschel unmittelbar beim ersten Versuch zu erkennen. Die tatsächliche Qualität seiner Erscheinung ist viel schwächer als auf Abbildungen, und es hat die Tendenz aufzutauchen und wieder zu verschwinden. Der berühmte deutsche Physiologe und Physiker Hermann von Helmholtz bemerkte dazu: „Ich habe selbst vor 12 Jahren unmittelbar nach Haidingers Entdeckung mit der grössten Mühe nichts von den Büscheln wahrnehmen können, und in letzter Zeit, als ich es wieder versuchte, sah ich sie beim ersten Blick durch ein Nicolsches Prisma.“
Die folgenden Methoden bedienen sich teilweise technischer Hilfsmittel, die jedoch nur dazu dienen, dem Auge linear polarisiertes Licht zu präsentieren. Trainiert man anfangs mehrmals am Tag einige Minuten, so ist nach ein bis zwei Tagen die dann bereits vertraute Figur des Haidinger-Büschels ohne große Mühe erkennbar.

### Flüssigkristallbildschirme
LC-Displays strahlen linear polarisiertes Licht aus, was in einem gut abgedunkelten Raum eine unkomplizierte Beobachtung der Erscheinung ermöglicht. Fixiert man mit dem Auge einen Punkt auf einer weiß dargestellten Fläche auf dem Bildschirm (zum Beispiel ein leeres Browser-Fenster), ist das Haidinger-Büschel meist (nach kurzer Gewöhnung an die Zartheit der Erscheinung) zu erkennen. Es ist dabei empfehlenswert, mit einem Abstand von etwa 50 cm zu beginnen, da das Büschel dann auf Grund seiner Größe leichter zu finden ist. Der Kopf wird seitlich geneigt (auf die Schulter gelegt), um, einige Sekunden verharrend, die weiße Fläche zu betrachten. Das Büschel erscheint erst dann, wenn man nun den Kopf auf die andere Seite legt und dabei weiterhin den Bildschirm betrachtet. Zu beobachten ist die Diagonalstellung des Büschels (viele Displays sind diagonal polarisiert, um die Benutzung mit vertikal polarisierenden Sonnenbrillen zu erleichtern) und die Größenänderung, wenn man den Abstand des Auges vom Monitor variiert. Bei diagonaler Polarisation des Displays erscheint auch das Haidinger-Büschel diagonal vor dem Auge des Betrachters. Die Betrachtung des leeren, weißen Farb-LC-Displays zum Beispiel eines Mobiltelefons oder Tablet-Computers ist einfacher, da hier anstelle des Kopfes nur das Display selbst gedreht werden muss und bei fortgesetzter Drehung das Polarisationsbüschel dauerhaft sichtbar bleibt.

### Polarisationsfilter
Das Phänomen erscheint beim Blick durch einen Linear-Polarisationsfilter auf eine helle, weiße Fläche (zum Beispiel beleuchtetes Blatt Papier, weiße Wolke). Dreht man den Filter, verändert man die Polarisationsrichtung des auf das Auge treffenden Lichtes kontinuierlich und so rotiert das sonst nur kurz erscheinende Büschel gleichsinnig mit und ist durch diese Bewegung leichter und dauerhaft wahrzunehmen. Da viele Sonnenbrillen vertikal polarisierende Filter enthalten, um die Blendung durch Lichtreflexe von Wasseroberflächen, nassen Straßen usw. zu mindern, tritt bei diesen der Effekt ebenfalls auf.

Beobachtung des Haidinger-Büschels am Himmel bei Sonnenuntergang

### Blick in den Himmel
Besonders reizvoll ist es, das Polarisationsbüschel mit bloßem Auge in freier Natur zu beobachten. Das aufgrund der Rayleigh-Streuung partiell polarisierte, blaue Himmelslicht bietet dazu eine Möglichkeit. Beim Blick in den unbewölkten Himmel senkrecht zur Sonne ist die farbige Erscheinung des Haidinger-Büschels vom geübten Beobachter klar zu identifizieren. Empfehlenswert ist die Beobachtung während des Auf- oder Untergangs der Sonne im Himmelsbereich senkrecht über dem Beobachter (bzw. entlang des Bogens Süd–Zenit–Nord). Man blicke entspannt für ca. eine Minute in den entsprechenden Himmelsbereich, um dann durch eine anschließende schnelle Neigung des Kopfes das Phänomen kurzzeitig sichtbar werden zu lassen. Der gelbe Arm des Büschels ist in diesem Himmelsbereich immer fest in Richtung Sonne orientiert, wenn man ihn als Bogen eines Großkreises verlängert.

Haidinger-Büschel bei der Betrachtung des Spiegelbilds des Himmels an einer Glasplatte (Skizze nach Marcel Minnaert)

### Betrachtung von Reflexionen
Eine weitere Beobachtungsmöglichkeit in der Natur nutzt das auf einer möglichst ruhigen Wasseroberfläche reflektierte Licht des bewölkten Himmels. Man schaue dazu mit der oben beschriebenen Methode schräg nach unten auf die Oberfläche zum Beispiel eines Flusses, Teiches oder einer großen Regenpfütze. Betrachtet man das Spiegelbild des gleichmäßig blauen Himmels auf einer ebenen Glasplatte (z. B. Fensterscheibe oder dem diesmal abgeschalteten Display eines Tablet-Computers) unter dem Polarisationswinkel (Brewster-Winkel) ist das Phänomen ebenfalls zu beobachten. Der gelbe Arm erscheint hier (wie bei der Reflexion an Wasser) in der Einfallsebene des Lichtes.

## Simulation des Polarisationsbüschels
Menschen, die nicht in der Lage sind, das Haidinger-Büschel spontan zu sehen, können dennoch eine eindrucksvolle Demonstration erhalten, indem sie die Abbildung zur Simulation etwa 15 bis 20 Sekunden fixieren, und ihren Blick dabei fest auf die Kreismitte gerichtet halten. Dabei entwickelt sich ein negatives Nachbild, welches dann durch Abwenden des Blickes auf einen weißen Hintergrund beobachtet werden kann. Zuerst ist das Nachbild eine scharfe Komplementärfarben-Version des Originals, aber während des Verblassens deformiert es sich so, dass die zwei gegenüberliegenden Bereiche einer der Farben über der Mitte des Bildes zusammenzufließen scheinen. In dieser Form zeigt das weiter verblassende Nachbild sehr große Ähnlichkeit mit dem Haidinger-Büschel. Die Intensität des Originals ist in dem Moment erreicht, in dem das anfangs sehr deutliche Nachbild nur noch sehr schwach erscheint und kurz darauf verschwindet.

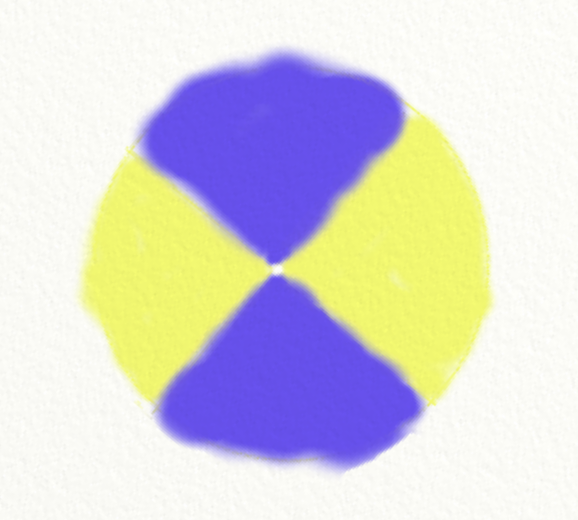
Abbildung zur Simulation des Haidinger-Büschels